# Gilles Veinstein
Gilles Veinstein (Parijs, 18 juli 1945) is een Franse historicus en deskundige op het gebied van het Ottomaanse Rijk en Turkije.
Veinstein is sinds 1998 hoogleraar aan het Collège de France. Hij wordt bedreigd door de Armeense diaspora, omdat hij de Armeense Genocide niet erkent.